# 포켓몬 불가사의 던전
포켓몬 불가사의 던전(Pokémon Mystery Dungeon)은 포켓몬스터를 주제로 한 비디오 게임이다.

## 시리즈물
- 포켓몬 불가사의 던전 파랑 구조대·빨강 구조대
- 포켓몬 불가사의 던전 시간의 탐험대·어둠의 탐험대
- 포켓몬 불가사의 던전 하늘의 탐험대
- 포켓몬 불가사의 던전 나아가라! 화염의 모험단·간다! 폭풍의 모험단·노리자! 빛의 모험단
- 포켓몬 불가사의 던전 마그나게이트와 무한미궁
- 포켓몬 초 불가사의 던전